# Hugues Quieret
Pour les articles homonymes, voir Quiéret.
Hugues Quieret (vers 1290 – 24 juin 1340), seigneur de Tours-en-Vimeu et de Hamicourt, en Picardie, est un noble français, chevalier, puis amiral de France. Avant d'exercer dans la marine, il est conseiller, chambellan, maître d'hôtel du roi, puis sénéchal de Beaucaire et de Nîmes de 1325 à 1332.
Il commande la flotte française lors de la bataille de l'Écluse, où il est blessé, fait prisonnier et décapité par les Anglais[réf. à confirmer].

## Biographie

### Famille
Hugues Quieret est le fils d’Hugues Quiéret, chevalier, seigneur de Douriez et de Fransu, en Picardie. Les Quieret étaient avant lui des seigneurs picards, dont les généalogistes ne sont pas en mesure d'établir la généalogie. Les Quieret portent : D'hermines, à trois fleurs de lys au pied nourri de gueules   support: 2 lions. 
Il épousa en 1312, Blanche d'Harcourt dont le grand-père, Jean II d'Harcourt, dit le Preux († 1302), était maréchal de France en 1283 et l’un des premiers amiraux de France en 1295. Ils eurent plusieurs enfants qui servirent à leur tour les rois de France à la cour et sur les champs de bataille.

### Sénéchal de Beaucaire et de Nîmes
Hugues Quieret occupa des fonctions de plus en plus importantes à la cour : conseiller, chambellan, maître d'hôtel du roi. En 1325, il est nommé sénéchal de Beaucaire, un port de galères important à cette époque, mais aussi sénéchal de Nîmes. Il reçut l'ordre d'escorter la comtesse de Blois de Montpellier au château de Corbeil.  
Il prit part à la guerre de Gascogne en 1324.

### Amiral de France
chevalier, bachelier, seigneur de Tours-en-Vimeu et Hamicourt,
conseiller, maître d’hôtel & Chambellan du Roi (1326),
Sénéchal de Beaucaire & de Nîmes (1325-1332), X en Gascogne (1326),
Vice-Amiral de France (07/12/1335, sous commandement nominal du Connétable
Raoul d’Eu ; signataire au Louvre le 27/12/1336, comme Amiral, du Traité d’alliance
entre le Roi Philippe VI et le Roi Alphonse de Castille), allié aux Génois,
emporte les forteresses anglaises de Bourg et de Blaye en Aquitaine (1336),
Capitaine de Douai & de Tournai (1339) (organisateur & administrateur
de la flotte royale de Philippe VI dans les Arsenaux de Leure près Harfleur et du Clos
des Galées, où les canons font leur 1re apparition sur les navires - des deux côtés
de la Manche ; commis à la garde du détroit (Manche) avec ses nefs de guerre ;
commande la flotte française lors de la bataille de l’Écluse,
où il est blessé, fait prisonnier et décapité par les Anglais pour avoir menacé
le Roi d’Angleterre) 
Hugues Quieret obtint sa dignité d’amiral de France, le 7 décembre 1335. Quieret n'est pas, d'ailleurs, dès sa nomination, chef suprême des flottes françaises. Il a, au-dessus de lui, un connétable de France. Mais le connétable, le comte Raoul d'Eu, n'est pas vraiment présent.[réf. nécessaire] Hugues Quieret est un des bons organisateurs de la flotte de Philippe VI.[réf. nécessaire] Sa part est grande dans la mise au point des arsenaux de Leure (à côté d'Harfleur) et du Cloes des Galées.[réf. nécessaire] mais il est meilleur administrateur que marin.
En 1336, il va au secours du comte Louis Ier de Flandre avec ses galères du Levant.

### Projet d’invasion de l’Angleterre (1338)
Les provinces promettent des navires pour envahir l’Angleterre. Le but est de les réunir à ceux du roi et de transporter 4 000 hommes d'armes en Angleterre. C’est « la grande armée de la mer ». Les préparatifs de cette expédition se firent dans les ports d'Harfleur et de Leure témoin le mandement, du 8 novembre 1338[réf. nécessaire], par lequel l'amiral Hugues Quieret charge Thomas Fouques, garde du clos aux Galées du roi, à Rouen, de racheter, à quelque prix que ce soit, les armes que les soldats de l'armée réunie à Leure et à Harfleur avaient vendues à des marchands et que ceux-ci se proposaient de porter à l'étranger. Mais le document le plus important sur ces préparatifs, c'est sans contredit la quittance, du 2 juillet 1338, qui prouve l'emploi sur la flotte de la poudre à canon et fixe d'une manière certaine le commencement de l'artillerie moderne en France[réf. incomplète].
La flotte de Quiéret débarque un dimanche d'octobre 1338 dans la port de Southampton. Les hommes pillent la ville et massacrent une partie de ses habitants. Les ports de Douvres, Sandwich, Winchelsea, et Rye sont aussi inquiétés.[réf. nécessaire] Des bateaux anglais sont aussi brûlés dans les ports de Bristol à Plymouth.

### La bataille d'Arnemuiden (septembre 1338)
La bataille d'Arnemuiden est livrée le 23 septembre 1338, au début de la guerre de Cent Ans. Elle oppose, près d'Arnemuiden, port de l'île de Walcheren aux Pays-Bas, une vaste flotte française, commandée par les amiraux Hugues Quiéret et Nicolas Béhuchet à cinq grandes nefs anglaises, transportant un énorme chargement de laine, destinée aux Flamands, alliés d'Édouard III, roi d'Angleterre. Écrasés sous le nombre et ayant une partie de leurs équipages à terre, les navires anglais se défendent avec une grande vaillance, en particulier le Christofer sous les ordres de John Kingston, chef de la petite escadre. Il ne capitule qu'après une journée de lutte et après avoir épuisé tous ses moyens de défense. Les Français s'emparent de la riche cargaison et intègrent les cinq nefs à leur flotte mais ils ternissent leur victoire payée au prix fort, par le massacre des prisonniers. Deux ans plus tard, Quiéret et Béhuchet paieront de leur vie cet acte de cruauté. À l'issue de la bataille de l'Écluse le premier sera décapité, le second pendu. Cette bataille est la première de l'histoire européenne lors de laquelle les belligérants utilisèrent de l'artillerie . Le Christofer était équipé de trois canons de fer et d'un canon à main. 
Hugues Quieret est capitaine de Tournay en 1339.

### La bataille de l'Écluse
« Encore renforça grandement le roi de France l'armée qu'il tenoit sur mer, et la grosse armée des écumeurs, et manda à messires Hugues Quieret, Barbevaire et aux autres capitaines qu'ils fussent soigneux d'eux tenir sur les mettes (limites) de Flandre, et que nullement ils ne laissassent le roi d'Angleterre repasser, ni prendre port en Flandre ; et si par leur coulpe (faute) en demeuroit, il les feroit tous mourir de male mort. »

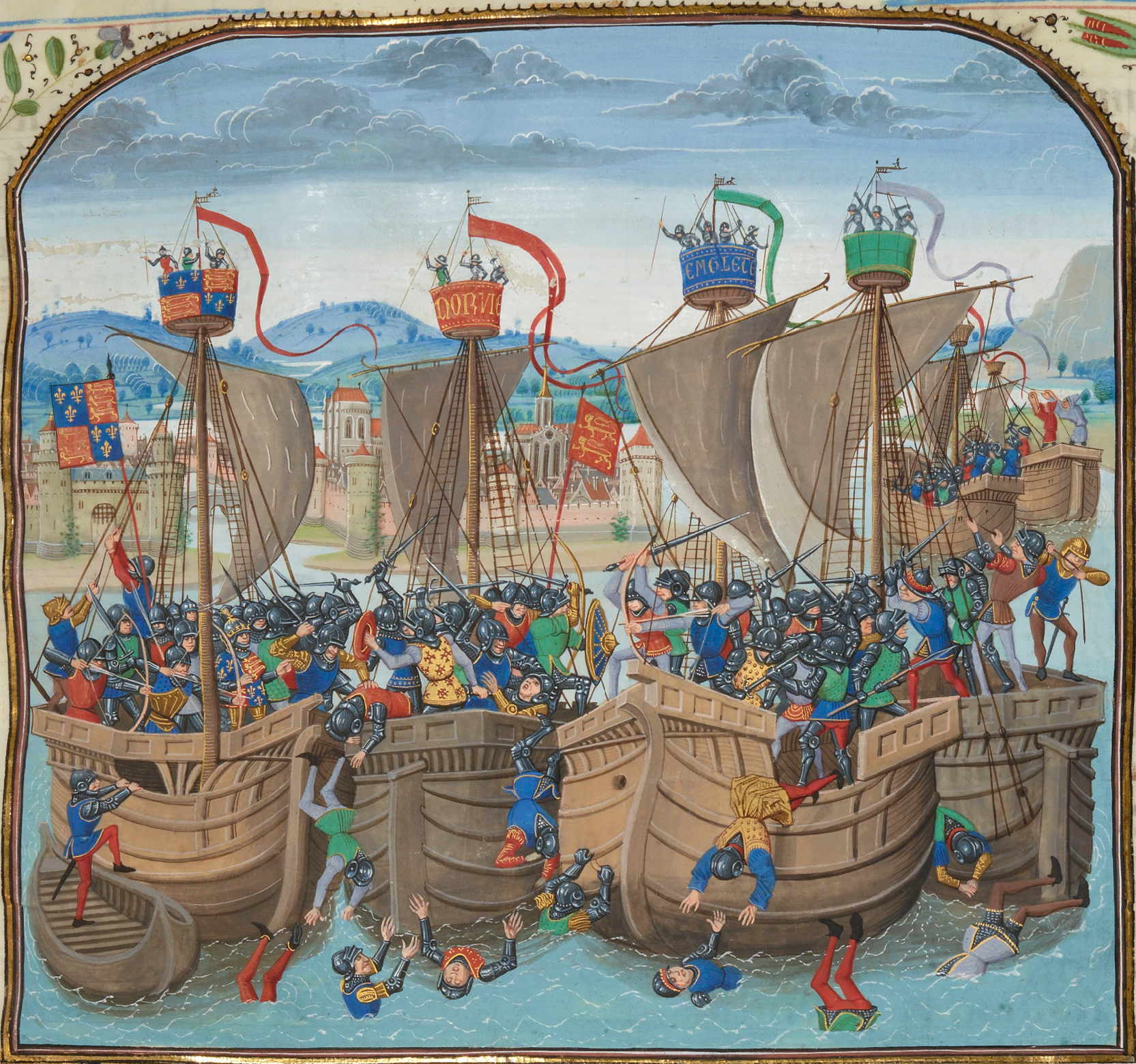
Miniature de la bataille, issues des Chroniques de Jean Froissart (XIV).

Le 24 juin 1340, lors de la bataille de l'Écluse, (à L'Écluse en Flandre zélandaise), le roi anglais Édouard III, prétendant à la couronne de France, anéantit la flotte de son rival, le roi de France Philippe VI de Valois, devant l'estuaire du Zwin, ce bras de mer (de nos jours ensablé) qui mène à Bruges.
C'est la première bataille d'importance de la guerre de Cent Ans. Outre une quarantaine de galères méditerranéennes, navires nerveux et maniables, avec des équipages génois expérimentés, menés par le mercenaire génois Barbavera (ou Barbevaire), les Français disposent d'une vingtaine de grandes cogues embarquant 200 hommes d'armes, et environ 130 navires de commerce ou de pêche sur lesquels prennent place chacun une cinquantaine de soldats, soit un total d'environ 30 000 hommes. Mais les deux commandants, l’amiral Hugues Quieret et Nicolas Béhuchet, ne sont pas des marins mais des administrateurs chargés en principe d'assurer le transport d'une armée. Ils ont reçu pour ordre d'empêcher le débarquement de l'armée d'Édouard et ont transformé la flotte en barricade sur trois rangs enchaînée d'une rive à l'autre, sauf quatre nefs et les Génois.
Le matin du 24 juin les 250 navires anglais avec 15 000 hommes plus les équipages apparaissent. À midi, avec la marée et le vent portant, l'armada anglaise attaque. Du côté français les arbalétriers ont l'initiative mais rapidement ils sont dominés par la vitesse de tir des archers gallois. Après l'abordage les combats furieux se font sur les ponts. Quieret et Béhuchet parviennent à investir le bateau d'Édouard, La Thomas, et à blesser ce dernier à la cuisse. Mais les chefs français sont faits prisonniers. Immédiatement Quieret est, malgré ses blessures, décapité et son corps jeté à la mer.
Dans l'après-midi, grâce au vent qui a changé de direction, la flotte flamande peut quitter la rive et vient se mêler au combat. La panique s’empare des Français : n’ayant pas d’autre échappatoire que de sauter à l’eau, ils périssent noyés par milliers. Seule la moitié des Génois, dont Barbavera, parvient à s'échapper. La France a perdu 20 000 hommes.